# 28년 후
《28년 후》(영어: 28 Years Later)는 2025년 개봉한 종말물 공포 영화이다. 대니 보일이 감독과 공동각본을 맡았으며, 2002년 영화 《28일 후》와 2007년 영화 《28주 후》의 속편이다. 보일, 갈랜드, 촬영 감독 앤서니 도드 맨틀의 시리즈 복귀를 알리는데, 이들 모두는 원작 영화에 참여했으며, 킬리언 머피 또한 총괄 프로듀서로 참여한다.
28년 후: 더 본 템플이라는 속편과 함께 연속으로 촬영되었는데, 속편은 니아 다코스타가 감독하고 갈랜드가 각본을 맡았으며, 보일과 갈랜드가 제작했다.
2025년 6월 20일 컬럼비아 픽처스를 통해 소니 픽처스 릴리징에서 영국과 미국에서 개봉되었다. 영화는 평론가들로부터 대체적으로 긍정적인 평가를 받았으며 6000만 달러의 제작비가 투입되어 1억 2900만 달러의 수입을 거뒀다.

## 줄거리
분노 바이러스가 의학 연구소에서 탈출한 지 28년 후, 생존자들은 감염된 사람들 속에서 살아남을 방법을 찾았다으며, 그 중 한 무리는 본토와 잘 방어된 둑길로 연결된 작은 섬에 살고 있다. 아버지와 아들이 본토의 어두운 심장부로 임무를 떠날 때, 그들은 외부 세계의 비밀, 경이로움, 그리고 공포를 발견한다.

## 출연진
- 조디 코머 - 암을 앓고 있는 여성 아일라 역
- 에런 테일러존슨 - 약탈자이자 아일라의 남편 제이미 역
- 앨피 윌리엄스 - 제이미와 아일라의 12살 아들 스파이크 역
- 레이프 파인스 - 발발 생존자 이안 켈슨 박사 역
- 잭 오코널 - 어두운 과거를 가진 "지미들"의 컬트 리더이자 자매들과 함께 원래 발발의 생존자인 지미 크리스털 경 역
- 에린 켈리먼 - 크리스털 컬트의 일원인 지미 잉크 역
- 에드빈 뤼딩 - 노스이스트잉글랜드 본토에서 자신을 발견하는 북해 순찰대에 배정된 스웨덴 NATO 병사 에리크 순드크비스트 역
- 샤이 루이스패리 - 감염자들의 육체적으로 압도적인 리더인 "삼손" 역[6]
- 에마 레어드 - 크리스털 컬트의 일원인 지미마 역
- 크리스토퍼 풀포드 - 제이미의 친구이자 생존자인 샘 역

- 소연 - 암을 앓고 있는 여성 아일라 역 (조디 코머)

- 최재호 - 약탈자이자 아일라의 남편 제이미 역 (에런 테일러존슨)
- 장하준 - 제이미와 아일라의 12살 아들 스파이크 역 (앨피 윌리엄스)
- 유동현 - 발발 생존자 이안 켈슨 박사 역 (레이프 파인스)
- 윤동기 - 어두운 과거를 가진 "지미들"의 컬트 리더이자 자매들과 함께 원래 발발의 생존자인 지미 크리스털 경 역 (잭 오코널)
- 유지영 - 크리스털 컬트의 일원인 지미 잉크 역 (에린 켈리먼)

## 제작

### 개발
2007년 6월, 폭스 아토믹은 《28주 후》의 홈 비디오 출시 후 재정적 성과에 따라 세 번째 《28일 후》 시리즈 영화 개발을 확정했다. 같은 해 7월, 대니 보일은 세 번째 영화의 스토리가 구상되었다고 말했다. 2010년 10월까지 알렉스 가랜드는 영화 판권과 관련된 문제로 인해 프로젝트가 지연되었다고 밝혔다. 2011년 1월, 보일은 프로젝트가 실현될 것이라고 믿는다며 스토리의 추가 개발을 확인했다. 그러나 2013년 4월까지 감독은 영화가 만들어질지에 대한 불확실성을 표명했다. 2015년 1월, 갈랜드는 프로젝트의 상태에 대해 언급하며, 비록 개발 지옥에 빠졌지만 프로젝트를 제작하기 위한 진지한 논의가 진행 중이라고 확인했다. 개발이 진행 중임을 재차 강조하며, 그가 작업 중인 대본은 잠정적으로 《28개월 후》로 명명될 것이라고 밝혔다. 2019년 6월, 보일은 자신과 갈랜드가 세 번째 작품을 작업 중임을 확인했다. 2020년 3월, 이머전 푸츠는 《28주 후》에서 맡았던 역할로 복귀하는 데 관심을 표명했고, 2021년 5월에는 킬리언 머피가 뒤를 이었다.
2022년 11월, 보일, 갈랜드, 그리고 배우 머피 모두 《28일 후》의 속편 제작에 관심을 표명했다. 2023년 6월, 보일과 갈랜드는 "진지하게" 그리고 "성실하게" 프로젝트가 제작에 들어갈 의향을 공동으로 표명했다. 대본의 제목이 이제 《28년 후》로 바뀌었음을 발표하며, 개발에 걸린 시간을 인정했다. 보일은 갈랜드가 선택하지 않는 한 자신이 감독을 맡고 싶다고 밝혔다. 같은 해 7월, 머피는 보일과 최근 세 번째 영화 가능성에 대해 논의했다고 밝히며, 보일과 갈랜드가 창작 역할로 프랜차이즈에 복귀한다면 자신의 역할로 복귀하는 데 다시 한번 관심을 표명했다.
2024년 1월, 《28년 후》라는 제목의 세 번째 영화가 공식적으로 개발 중이며, 새로운 속편 3부작의 첫 번째 프로젝트가 될 계획이라고 발표되었다. 대니 보일은 알렉스 갈랜드가 쓴 대본으로 첫 번째 작품을 감독할 예정이며, 갈랜드는 또한 계획된 각 속편의 대본을 쓸 예정이다. 보일, 갈랜드, 앤드루 맥도널드, 그리고 피터 라이스가 제작자로 참여한다. 같은 해 2월, 머피는 프로젝트에 대한 자신의 잠재적 참여에 대해 논의했다. 같은 달, 맥도널드는 서치라이트 픽처스로부터 첫 번째 영화의 권리를 되찾아 소니 픽처스 엔터테인먼트에 향후 배급권과 향후 속편 권리를 신속하게 판매했다. 2024년 3월, 갈랜드는 속편 영화 3부작을 쓰고 있다고 확인했다. 다음 달, 갈랜드는 영화 《케스》가 《28년 후》 작업에 큰 영향을 미쳤다고 밝혔다. 머피는 같은 달 후반에 총괄 프로듀서로 밝혀졌다.
영화는 컬럼비아 픽처스가 제작했다.

### 캐스팅
4월에는 에런 테일러존슨, 조디 코머, 레이프 파인스가 주연으로 캐스팅되었고, 5월에는 잭 오코널이 캐스트에 합류했다. 처음에는 킬리언 머피가 짐 역으로 복귀할 것이라고 보도되었으나, 2025년 1월에는 영화의 프로듀서 앤드루 맥도널드가 그가 출연하지 않을 것이며, 총괄 프로듀서로 남을 것이라고 확인했다. 6월에는 에린 켈리먼이 캐스트에 추가되었다.

### 촬영
본 촬영은 2024년 5월 7일 노섬벌랜드주에서 시작되었으며, 앤서니 도드 맨틀이 촬영 감독을 맡았다. 촬영은 7월 29일에 종료되었다.
영화는 주로 아이폰 15 맥스를 사용하여 촬영되었으며, 액션 카메라, 드론 및 기타 디지털 및 필름 카메라가 추가로 사용되었다. 《28일 후》에서도 소형 디지털 카메라인 캐논 XL-1 디지털 캠코더로 촬영되었으며, 이 캠코더는 관계자들이 허용한 시간 제한 내에서 버려진 장소를 촬영하기에 충분히 조작이 가능했다.
촬영은 주로 노스이스트잉글랜드와 요크셔험버 지역의 잉글랜드 북부에서 이루어졌다. 촬영지는 노섬벌랜드주 해안의 린디스판 (홀리 아일랜드), 헥삼, 벨링엄, 킬더 포레스트, 로스버리, 뉴캐슬어폰타인 (타인 위어), 워스컬리 (더럼주), 멜슨비, 리펀, 파운틴스 수도원, 에이스가스 폭포, 레드미어 (노스요크셔주), 브래드퍼드 (웨스트요크셔주) 등이다. 일부 장면은 랭글리와 바던 밀 (노섬벌랜드주) 근처의 플랜키 밀 농장에서 촬영되었다. 또한, 일부 촬영은 사우스웨스트잉글랜드의 서머싯주 체더 협곡에서 이루어졌다.

### 음악
2025년 5월, 영 파더스가 전 작곡가 존 머피의 뒤를 이어 영화의 사운드트랙을 작곡하는 것이 확정되었으며, 영 파더스의 영화 데뷔작이다.

#### 사운드트랙
전체 작곡: Young Fathers
| #   | 제목                | 재생 시간 |
| --- | ------------------- | --------- |
| 1.  | 〈Baby Born〉       |           |
| 2.  | 〈Alpha Baby〉      |           |
| 3.  | 〈Hum〉             |           |
| 4.  | 〈Hush〉            |           |
| 5.  | 〈Remember〉        |           |
| 6.  | 〈Pals〉            |           |
| 7.  | 〈Sheku〉           |           |
| 8.  | 〈Causeway〉        |           |
| 9.  | 〈Mania〉           |           |
| 10. | 〈Rise〉            |           |
| 11. | 〈Slow Low II〉     |           |
| 12. | 〈Calling Card〉    |           |
| 13. | 〈Alpha Tunnel I〉  |           |
| 14. | 〈Alpha Tunnel II〉 |           |
| 15. | 〈Happy Eater〉     |           |
| 16. | 〈Promised Land〉   |           |
| 17. | 〈Lowly〉           |           |
| 18. | 〈Boots〉           |           |
| 19. | 〈Slow Low I〉      |           |
| 20. | 〈Travelling〉      |           |
| 21. | 〈Abide〉           |           |
| 22. | 〈Alpha Intro〉     |           |
| 23. | 〈Alpha〉           |           |
| 24. | 〈Mask〉            |           |

## 개봉
《28년 후》는 2025년 6월 20일 소니 픽처스 릴리징을 통해 영국, 미국, 캐나다에서 개봉될 예정이다.
첫 번째 예고편은 2024년 12월 10일에 공개되었다. 예고편에는 1903년 러디어드 키플링의 시 "부츠"가 1915년 미국 배우 테일러 홈스가 낭송한 버전으로 삽입되었다. 해당 예고편은 유튜브에서 트렌딩 1위에 올랐으며, 48시간 만에 1천만 회 이상의 조회수를 기록했다. 가디언의 영화 평론가 스튜어트 헤리티지는 특히 홈스의 "부츠" 낭송 녹음본 사용에 주목하며 "현재로서는 2025년 가장 기대되는 영화 중 하나이다. 그리고 이것은 전적으로 예고편 덕분이다"라고 평했다. 예고편의 바이럴 성공으로 인해 소니는 2024년 12월 18일 원래 《28일 후》 영화를 디지털 플랫폼에 재출시하기로 결정했는데, 이는 이전 배급사 월트 디즈니 스튜디오스 모션 픽처스에 의해 2년 동안 이용할 수 없게 된 이후였다.

## 평가

### 박스 오피스
미국과 캐나다에서 《28년 후》는 《엘리오》와 함께 개봉될 예정이며, 개봉 주말에 약 3천만 달러의 수익을 올릴 것으로 예상되며, 일부 추정치는 4천5백만 달러에 달한다.

### 비평 반응
로튼 토마토에서 《28년 후》는 리뷰 종합 웹사이트 기준 96%의 평론가들이 89개의 리뷰를 바탕으로 긍정적인 평가를 내렸으며, 평균 평점은 10점 만점에 7.8점이다. 웹사이트의 총의는 "《28년 후》는 분노 바이러스에 감염된 사람의 맹렬한 긴급함으로 현대의 불안을 파고들어, 기대를 뛰어넘는 잊혀지지 않고 본능적인 스릴 넘치는 경험을 제공한다." 메타크리틱에서는 31명의 비평가를 바탕으로 100점 만점에 78점의 가중 평균 점수를 받아 "대체로 긍정적"인 평가를 받았다.
| 로튼 토마토 | 신선도 92%        | 관객 점수 68% |               |
| 메타크리틱  | 메타스코어 76/100 | 점수 7.4/10   | 비평가 78/100 |
| IMDB        | 평점 7.3/10       | 평점 7.3/10   |               |

### 수상
| 시상식               | 시상식 날짜     | 부문                         | 수상자                        | 결과 | Ref.          |
| -------------------- | --------------- | ---------------------------- | ----------------------------- | ---- | ------------- |
| 골든 트레일러 어워드 | 2025년 5월 29일 | 최우수 작품상                | 소니, 부다 존스 (포 "데이즈") | 수상 | [ 56 ] [ 57 ] |
| 골든 트레일러 어워드 | 2025년 5월 29일 | 최우수 공포                  | 소니, 부다 존스 (포 "데이즈") | 후보 | [ 56 ] [ 57 ] |
| 골든 트레일러 어워드 | 2025년 5월 29일 | 가장 독창적인 예고편         | 소니, 부다 존스 (포 "데이즈") | 수상 | [ 56 ] [ 57 ] |
| 골든 트레일러 어워드 | 2025년 5월 29일 | 최우수 내레이션              | 소니, 부다 존스 (포 "데이즈") | 수상 | [ 56 ] [ 57 ] |
| 골든 트레일러 어워드 | 2025년 5월 29일 | 최우수 사운드 편집           | 소니, 부다 존스 (포 "데이즈") | 후보 | [ 56 ] [ 57 ] |
| 골든 트레일러 어워드 | 2025년 5월 29일 | 최우수 디지털 \| 공포/스릴러 | SOS, 소니, 부다 존스          | 후보 | [ 56 ] [ 57 ] |

## 속편
2024년 4월, 니아 다코스타가 영화의 속편이자 계획된 3부작의 두 번째 작품을 감독하기 위한 협상 중이라고 보도되었으며, 보일, 갈랜드, 맥도널드, 라이스, 버니 벨루가 제작자로 참여한다. 2024년 6월, 저작권 등록을 통해 영화의 제목이 《28년 후: 더 본 템플》로 밝혀진 것으로 보인다.
2024년 8월 18일, 에든버러 국제 영화제 강연에서 맥도널드는 다코스타가 속편을 감독할 것이며 다음 날 본 촬영이 시작될 예정이라고 확인했다. 맥도널드는 또한 세 번째 《28년 후》 영화에 대한 잠재적인 계획에 대해 "세 번째 작품이 있기를 바라며" "3부작이 있다"고 말했다.

## 같이 보기
- 백 투 백 영화 제작 영화 목록

### 내용주
1. ↑  《28주 후》의 권리는 20세기 스튜디오에 남아 있다.